# Pilar Kaltzada
Pilar Kaltzada González (San Sebastián, Guipúzcoa, 11 de octubre de 1970) es una escritora española en euskera y en castellano, periodista, animadora cultural y directora de comunicación estratégica en entidades de innovación empresarial.

## Trayectoria
Es licenciada en Ciencias de la Información en la Universidad del País Vasco. Participa en los principales medios de comunicación vascos (radio, televisión y prensa escrita). Pertenece al blog colaborativo, Doce Miradas.
En el 2000 participó en varias ocasiones en el recital poético Poesiaren alde, poesiaren kontra, junto con Gerardo Markuleta, Kirmen Uribe, Iban Zaldua y Arantxa Ozaeta.
Participa como autora en Berria y como columnista en Deia.

### Comunicación estratégica
Colaboradora en medios de comunicación como Deia, EITB o El Periódico de Bilbao, entre otros, en 2011 Pilar Kaltzada pasó a formar parte del Comité Estratégico de la Alianza IK4, como asesora y consultora en Comunicación e Imagen Corporativas. En los últimos años ha trabajado en múltiples entidades de innovación empresarial como directora de comunicación estratégica, o como presentadora conductora de eventos sociales. En la Fundación Elhuyar, fue responsable de la Unidad de Divulgación; ha sido directora de Comunicación en Innobasque (Agencia Vasca de la Innovación), en IDE (Informática de Euskadi), en la Universidad Vasca de Verano (UEU), y en el Consejo de Entidades Sociales del Euskara (Euskararen Gizarte Erakundeen Kontseilua), y trabajado como consultora en Comunicación Estratégica, RSE (Innovación y Social Media).

## Poesía
- Ur-tximeletak (Mariposas en el agua). Editorial Erein. 56 pp. ISBN 978-84-7568-828-2 1999.[11]

## Honores
- Premio "Robotiker 2002" a la mejor producción de televisión en divulgación científica.[4]
- Miembro de la Consejo Asesor del Euskera del País Vasco desde 2014.
- Miembro del Consejo de administración del grupo periodístico Berria Taldea desde 2013.